# I'm in the Mood for Love
"I'm in the Mood for Love" é uma canção popular, cuja melodia foi escrita por Jimmy McHugh e a letra é de autoria de Dorothy Fields. Foi lançada em 1935, e inserida por Frances Langford no filme "Every Night at Eight" lançado no mesmo ano. A partir de então seria regravada por diversos cantores e bandas.